# Theoretische chemie
De theoretische chemie is het deelgebied van de chemie of scheikunde dat zich bezighoudt met het verklaren en voorspellen van chemische verschijnselen, aan de hand van (tegenwoordig grotendeels kwantummechanische) berekeningen. Er is (daarom) een grote overlap met de kwantumchemie.
De complexiteit van kwantummechanische berekeningen uitgevoerd aan de atoomkernen en elektronen, neemt snel toe met de grootte van het probleem. Als het systeem twee keer zoveel elektronen heeft, is de berekening ruwweg 16 keer zo groot (wiskundig gezegd: de berekening heeft orde N4). Met de berekeningen kunnen onder meer de volgende zaken bepaald worden:
- Vibratie-spectra zoals gemeten in de Infraroodspectroscopie en Ramanspectroscopie
- Reactiepaden voor chemische reacties
- Reactiesnelheden voor chemische reacties

## De berekening
De kwantummechanische berekening bestaat uit het oplossen van de schrödingervergelijking: in zijn simpele vorm {\displaystyle H\Psi =E\Psi }. Dit komt neer op het bepalen van de eigenwaarden en eigenvectoren van de energie-operator (de hamiltoniaan H) van het systeem. De eigenwaarden zijn de mogelijke Energieniveaus van het systeem, en de eigenvectoren geven aan welke golffuncties de deeltjes in het systeem beschrijven.
De exacte oplossing van de schrödingervergelijking is alleen te bepalen als het systeem slechts één elektron heeft, bijvoorbeeld voor een waterstofatoom. Zelfs bij twee elektronen (bijvoorbeeld een negatief geladen waterstofion of een waterstofmolecuul) zijn de wisselwerkingen tussen deze twee al zo ingewikkeld dat het alleen mogelijk is om de integralen numeriek op te lossen.
In de praktijk bestaat de berekening daardoor uit het uitrekenen van heel veel (miljoenen) conditionele integralen over golffuncties.

### Benadering met orbitalen
In plaats van de benadering te laten beginnen met totaal willekeurige functies wordt uitgegaan van zogenaamde orbitalen: gestandaardiseerde (maar vaak ingewikkelde) golffuncties voor de elektronen die normaal gesproken zijn gecentreerd op de atoomkernen. Voor elk elektron in het atoom moet ten minste één orbitaalfunctie worden gebruikt. In de praktijk echter worden de resultaten pas betrouwbaar als er veel meer functies worden meegenomen. Toch zijn de orbitalen een relatief efficiënte manier om functies te gebruiken, van willekeurige functies moeten er veel meer worden gebruikt om dezelfde nauwkeurigheid te krijgen; dit resulteert door de N4 karakteristiek in verschrikkelijk veel langere rekentijden en veel meer benodigde geheugenruimte.
Er zijn standaard stelsels van orbitalen beschikbaar die vaak bij naam worden genoemd als men een berekening beschrijft. Van deze standaard sets is vrij goed bekend voor welke eigenschappen ze goede benaderingen geven in de berekeningen.

### Born-Oppenheimer benadering
In theorie moeten zowel de elektronen als de atoomkernen worden beschreven met golffuncties. In de praktijk echter zijn elektronen veel lichter en sneller dan atoomkernen. De berekeningen worden dan ook vaak uitgevoerd op golffuncties uitsluitend voor de elektronen in een systeem. Er kunnen dan verschillende berekeningen worden uitgevoerd als functie van de positie van de atoomkernen. Deze benadering wordt de Born-Oppenheimerbenadering genoemd, naar de twee wetenschappers die haar voor het eerst beschreven.
De met behulp van de Born-Oppenheimerbenadering berekende energieniveaus kunnen dan als potentiaal worden meegenomen in de berekening van de schrödingervergelijking voor de atoomkernen. Hiermee kunnen reactiesnelheden worden voorspeld.
Een en ander wordt uitgewerkt in de computationele chemie.
- Gemeinsame Normdatei: 4185098-1
- Nationale Bibliotheek van Tsjechië: ph184812